# HD 86659
HD 86659，又名CP-68 1011，SAO 250761、HR 3949，是一颗恒星，视星等为6.2，位于銀經288.4，銀緯-11.31，其B1900.0坐标为赤經9h 54m 50.9s，赤緯-68° -11.31′ 29″。